# Glomera adenandroides
Glomera adenandroides är en orkidéart som först beskrevs av Rudolf Schlechter och som fick sitt nu gällande namn av Johannes Jacobus Smith.
Glomera adenandroides ingår i släktet Glomera och familjen orkidéer. Inga underarter finns listade i Catalogue of Life.